# Hadrurus arizonensis
El escorpión o alacrán gigante del desierto (Hadrurus arizonensis) es un arácnido perteneciente a la familia Caraboctonidae, del orden Scorpiones. Esta especie fue descrita por Ewing en 1928. El nombre del género proviene de las palabras griegas “hadr” que significa “gruesa” y “uro” que significa “cola”. El nombre específico arizonensis es un nombre de lugar que significa “de o perteneciente a” (-ensis) y hace referencia al estado de Arizona, EE. UU.

## Descripción
Su cuerpo es color gris olivo y en algunos casos casi negro, los apéndices y postabdomen tienen menos vellosidades, el color de los apéndices y patas es naranja claro y el número de dientes en los peines va de 25 a 32. Son considerados los escorpiones más grandes de Norteamérica, con una longitud total que va de los 8.9 a 11.1 cm. El dimorfismo sexual en esta especie es observable por diferentes caracteres, e.g. el prosóma en las hembras es significativamente más grande en cuanto a longitud, anchura y área. Sin embargo los machos son más largos (desde el inicio del prosóma hasta el final del metasóma) presentan quelas más alargadas, un metasóma más largo, siendo el segmento 1 más largo, el segmento 5 más largo y ancho, y los peines más largos que en las hembras.

## Distribución
Esta especie se distribuye en EE.UU (Arizona, California, Nevada, Utah) y en México en el estado de Sonora.

## Hábitat
Es de ambiente terrestre. Habita en regiones semiáridas y áridas, está especialmente adaptado a condiciones cálidas y secas. Es de hábitos nocturnos y normalmente se le encuentra en los valles con altitudes bajas donde construye madrigueras en lugares con probabilidad de que se inunde el suelo, excavando cerca de las bases de la vegetación en donde el suelo es más blando.

## Estado de conservación
Hasta el momento en México no se encuentra en ninguna categoría de protección, ni en la Lista Roja de la IUCN (International Union for Conservation of Nature) ni en CITES (Convención sobre el Comercio Internacional de Especies Amenazadas de Fauna y Flora Silvestres).